# John Schrank
John Flammang Schrank (Erding, 5 de marzo de 1876-Waupun, 15 de septiembre de 1943), también conocido como Johann, fue un dueño de taberna germano-estadounidense de Baviera que intentó asesinar a Theodore Roosevelt afuera del Hotel Gilpatrick en Milwaukee el 12 de octubre de 1912. Schrank era un hombre rico que afirmaba haber tenido visiones que le decían que tenía que impedir que Roosevelt fuera elegido para un tercer mandato como presidente de los Estados Unidos. Su intento de asesinato no tuvo éxito; fue capturado después de dispararle a Roosevelt y declarado loco.
Schrank tuvo alucinaciones y afirmó que el fantasma del presidente estadounidense asesinado William McKinley le dijo que Roosevelt era su asesino; y el fantasma le pidió a Schrank que vengara su muerte. Después de su fallido intento de asesinato fue capturado y se declaró culpable de dispararle a Roosevelt ante el juez August C. Backus en el Tribunal Municipal de Milwaukee. El juez Backus nombró un panel para determinar si Schrank estaba mentalmente apto. El panel decidió que Schrank estaba loco y en noviembre de 1912 fue internado en el Hospital Estatal Central para Criminales Dementes: mientras estuvo allí, no recibió visitas ni correo.

## Primeros años de vida
Schrank nació en Erding, Baviera, el 5 de marzo de 1876. The Herald-Press declaró que su certificado de nacimiento lo indicaba como John Nepomuk Schrank. Sus padres eran Michael y Catharine Schrank y cuando John era un niño, su padre Michael murió de tisis. También tuvo una hermana y un hermano que murieron en la infancia. Tenía una tía por parte de madre que padecía delirios y estaba internada en un asilo.: 192  En Baviera vivió con sus abuelos desde los tres hasta los nueve años. A los trece años llegó a América en barco, sin su familia. Cuando llegó a Nueva York vivió con sus tíos, Dominik y Anne Flamming; operaban una taberna.
Se crio como católico y asistió a una escuela pública en Baviera desde los siete hasta los doce años.: 192  Aprendió inglés y leyó libros de historia mientras estaba en Nueva York, y aprendió el idioma mientras tomaba clases nocturnas. Se naturalizó como ciudadano el 23 de julio de 1897.
En 1901 afirmó que pudo haber experimentado una alucinación cuando creyó ver al presidente estadounidense recientemente asesinado William McKinley indicándole que debía matar a Theodore Roosevelt. Schrank afirmó que el fantasma de McKinley le dijo que Roosevelt era su asesino y le pidió a Schrank que vengara su muerte. Es posible que también haya tenido otras alucinaciones sobre la muerte de una mujer que, según él, era su prometida. Se llamaba Elsie Ziegler, tenía diecisiete años y murió en un incendio en el barco de vapor PS General Slocum el 15 de junio de 1904.: 7, 8  El hermano de la mujer negó que Schrank hubiera estado alguna vez comprometido y dijo que su hermana sólo conocía a Schrank de manera casual. Schrank diría más tarde: «Nunca tuve un amigo en mi vida, excepto una niña que murió en un accidente de barco de vapor».
Tras la muerte de su tío en 1910 heredó la taberna y varias propiedades en Nueva York. Vendió las propiedades por US$25 000 (equivalente a $817500 actualmente) y se sintió desamparado y deprimido. Fue descrito como un hombre desconectado y torpe que no se relacionaba con otras personas.

## Intento de asesinato

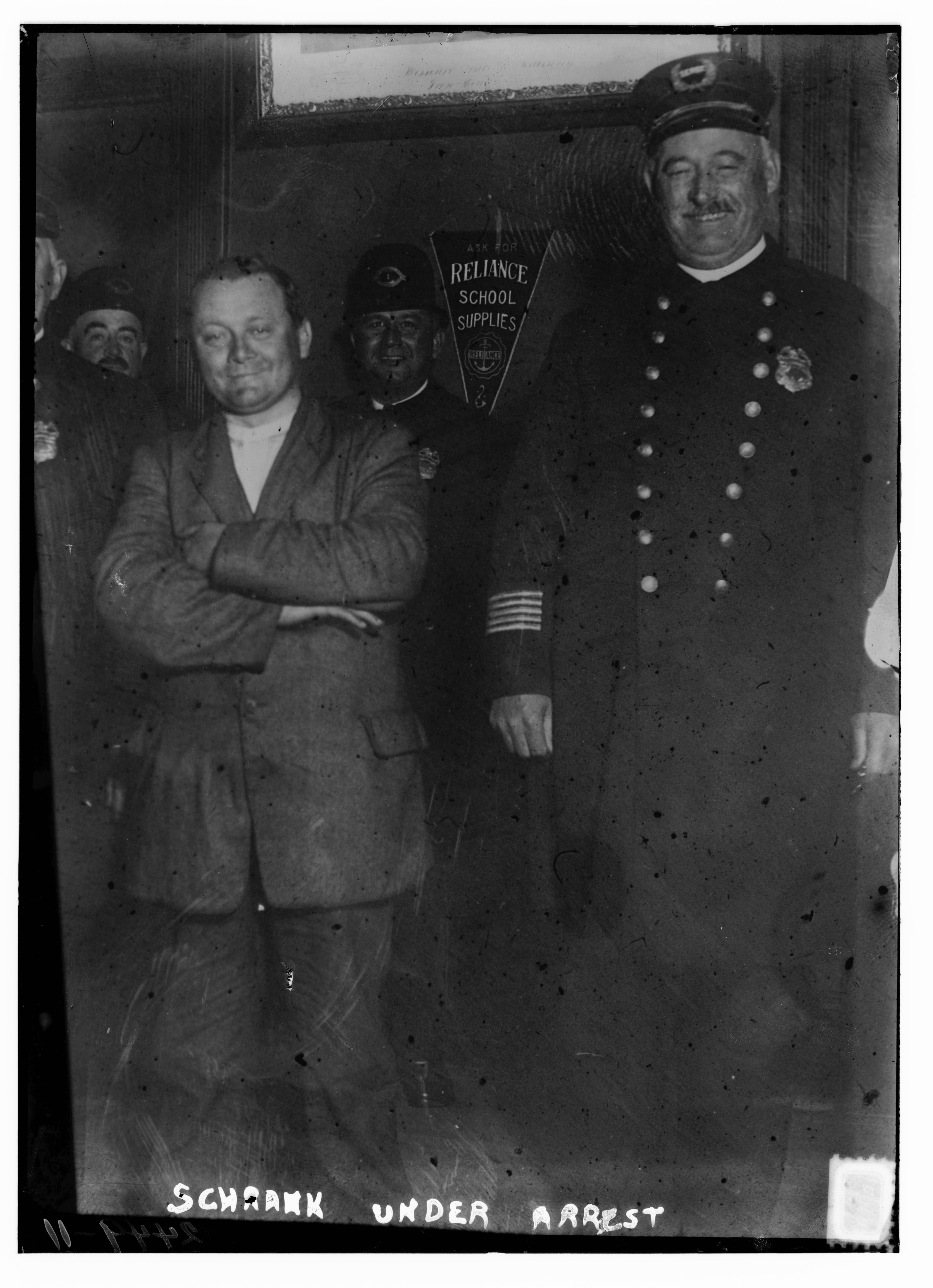
John Schrank tras su arresto en Milwaukee (1912).

Afirmó que tuvo otra alucinación sobre el asesinato de Roosevelt el 15 de septiembre de 1912. Después de su segunda alucinación, compró un revólver Colt calibre .38 por 14 dólares (equivalente a $442 actualmente) y comenzó a acechar a Theodore Roosevelt. Primero siguió a Roosevelt a Nueva Orleans en un barco de vapor. Trajo consigo 300 dólares. Cuando no pudo matar a Roosevelt afirmó que lo siguió a Charleston, Carolina del Sur, Atlanta, Chattanooga, Tennessee, Evansville, Indiana, Indianápolis y Chicago. Siguió a Roosevelt durante 24 días y descubrió que en cada lugar había complicaciones que le impedían acceder a Roosevelt. Dijo que en Chattanooga estaba a 10 pies (3.0 m) de Roosevelt pero estaba demasiado nervioso para disparar. Afirmó que durante al menos parte de su viaje viajó bajo el nombre de Walter Roos. Schrank luego se enteró de que Roosevelt iría a continuación a Milwaukee, Wisconsin, por lo que fue allí a esperar. Se enteró de que Roosevelt estaría en el hotel Gilpatrick en 223 Third Street, por lo que esperó al otro lado de la calle del hotel en el salón de Herman Rollfink. Empezó a beber cerveza y le dijo al camarero que era periodista.: 167 
Schrank fue al Gilpatrick a las 5:45 p. m. y se paró entre una multitud que se había reunido. Roosevelt llegó y se dirigió a su suite a descansar; También comió antes de su discurso programado en Milwaukee. A las siete de la tarde, Schrank volvió al bar de enfrente y esperó.: 170  Había una banda en el salón de Rollfink y Schrank pidió que tocaran The Star-Spangled Banner: él bailó mientras tocaban la canción. El camarero era un hombre llamado Paul Thume y dijo que Schrank invitó a cada uno de los músicos de la banda a tomar una copa. Los testigos en Rollfink's dijeron que Schrank era tranquilo y agradable. Justo antes de irse, les invitó a todos a una bebida.
Aproximadamente a las 8:00 p. m., Schrank cruzó la calle y se mezcló con la multitud para esperar a que emergiera Roosevelt. Cuando Roosevelt salió del hotel Gilpatrick a las 8:10 p. m., se subió a un descapotable que lo esperaba. Inicialmente se sentó, pero una multitud que se había reunido aplaudió; Roosevelt se puso de pie y se levantó el sombrero para saludarlos. Luego, Schrank se abrió paso entre la multitud y apuntó con su pistola al pecho de Roosevelt. Le disparó a Roosevelt a quemarropa y después del disparo, parecía listo para disparar nuevamente, con la pistola aún en alto. Luego, Schrank fue reducido por el taquígrafo de Roosevelt, Elbert E. Martin, quien también le quitó el arma. Roosevelt mantuvo la calma y Schrank fue capturado. La multitud empezó a pedir el linchamiento de Schrank, pero Roosevelt les pidió que pararan. La gente no se dio cuenta de que el disparo había herido a Roosevelt. Alguien le preguntó a Roosevelt si había resultado herido y él comentó: «Oh, no, esta vez me falló [el tiro]. No estoy herido en lo más mínimo».
Roosevelt no buscó atención médica y continuó con su discurso en el Auditorio de Milwaukee después de recibir un disparo. Sus comentarios iniciales a la multitud reunida fueron: «No sé si entienden completamente que me acaban de disparar, pero se necesita más que eso para matar un alce toro». Habló durante 50 minutos antes de completar su discurso y aceptar atención médica. Después del discurso, Roosevelt fue llevado a la sala de emergencias de un hospital en Milwaukee, donde le tomaron radiografías. Roosevelt decidió tomar el tren de medianoche a Chicago y mientras estaba en el tren recibió la noticia de la radiografía. Los médicos determinaron que la bala de Schrank había viajado hacia arriba 4 pulgadas (10 cm) y le rompió a Roosevelt la cuarta costilla del lado derecho. Cuando Roosevelt llegó a Chicago se registró en el Mercy Hospital.: 64  : 64 No resultó gravemente herido porque la bala tuvo que atravesar primero su discurso de cincuenta páginas doblado por la mitad y su estuche de gafas.

### Arresto
Schrank fue arrestado y inicialmente se negó a dar su nombre. Durante el interrogatorio finalmente dio su nombre y confesó el crimen. El sargento Robert Flood le preguntó por qué lo hizo y él dijo: «Lo hice porque me oponía al tercer mandato. No me hables, no diré nada hasta mañana, porque quiero dormir». El Milwaukee Sentinel publicó una edición especial el 15 de octubre de 1912, con el titular Insane Man Shoots Roosevelt («Un hombre loco dispara a Roosevelt»). Tras su arresto, insistió en que no estaba loco. Dijo que Dios lo había seleccionado para recibir visiones y que estaba motivado para evitar que Roosevelt se convirtiera en rey. Las autoridades encontraron documentos en posesión de Schrank que demostraban que había estado acechando a Roosevelt. Después de una semana en prisión, el sheriff de Milwaukee ordenó a Schrank que se bañara con regularidad; hubo quejas sobre su desagradable olor corporal e informes de que no le gustaba bañarse. Debido al olor, el sheriff también ordenó que destruyeran la ropa de Schrank.

### Procedimientos legales

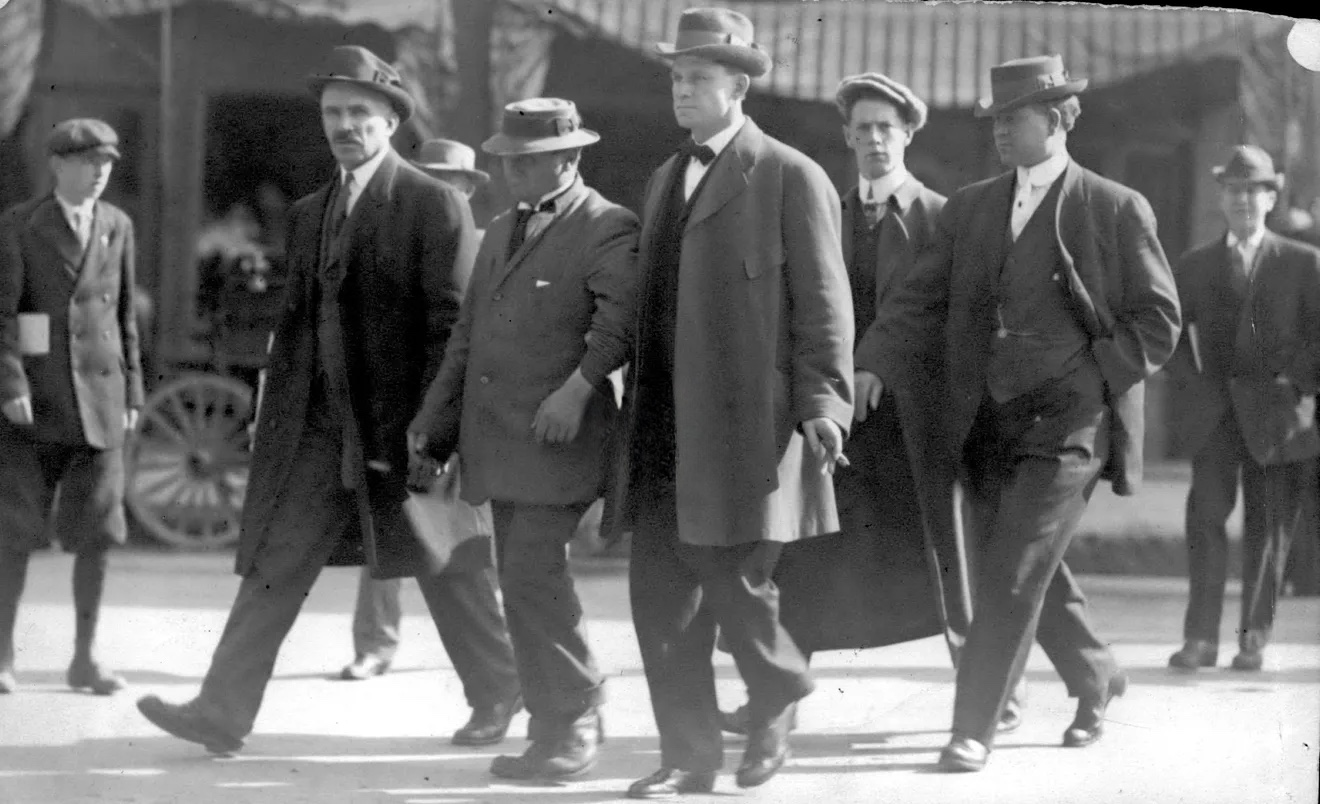
John Schrank siendo escoltado a la corte (1912).

El 15 de octubre de 1912, a las 10:35 horas, Schrank compareció por primera vez ante el juez N. B. Neelen. Admitió que había disparado a Roosevelt y se le impuso una fianza de 7500 dólares (equivalente a $236793 actualmente). Hubo rumores sobre personas que podrían sacarlo de la cárcel bajo fianza para hacer una película, por lo que su fianza se elevó más tarde a 15 000 dólares (equivalente a $473586 actualmente).
Su siguiente comparecencia ante el tribunal fue el 12 de noviembre de 1912, a las 10:00 horas; Schrank compareció ante el juez August C. Backus para una audiencia preliminar. Schrank se declaró culpable.: 12  Schrank fue acusado de disparar con la intención de matar, lo que conlleva una pena máxima de 15 años. En el tribunal, Schrank declaró: «Me declaro culpable de dispararle al hombre. No tenía la intención de matar al ciudadano Roosevelt. Tenía la intención de matar a Theodore Roosevelt, el tercer mandato». En lugar de aceptar la declaración, el juez decidió nombrar un panel al que se hizo referencia como «comisión de cordura» para determinar si Schrank estaba mentalmente apto. El panel estuvo formado por el Dr. F. C. Studley, el Dr. W. F. Becker, el Dr. Richard Dewey, el Dr. W. F. Wegge y el Dr. D. W. Harrington. Schrank fue enviado de regreso a la cárcel y el tribunal hizo planes para tener una segunda audiencia preliminar a las 2:00 p. m.. El tribunal asignó a James G. Flanders como abogado de Schrank. A las 2:00 p. m., se les dijo a los médicos que estaban encargados de determinar si Shrank estaba «loco en este momento» o no.
El 14 de noviembre de 1912, la comisión de cordura inició su evaluación de Schrank. Dijeron que era diestro, medía 5.45 pies (1,66 m) sin zapatos y pesaba 160 libras vestido con su ropa. Tenía cabello rubio y sus ojos fueron descritos como de color gris azulado.: 193  Observaron que su carcelero lo describió como un hombre tranquilo, quisquilloso y alegre.: 208  Concluyeron el informe del 22 de noviembre de 1912 diciendo:: 212 

Our conclusions are as follows:
1. First—John Schrank is suffering from insane delusions, grandiose in character, and of the systematized variety.

1. Second—In our opinion he is insane at the present time.

1. Third—On account of the connection existing between his delusions and the act with which he stands charged, we are of the opinion that he is unable to confer intelligently with counsel or to conduct his defense.

Nuestras conclusiones son las siguientes:
1. Primero: John Schrank sufre delirios demenciales, de carácter grandioso y de tipo sistematizado.
2. Segundo: en nuestra opinión, en este momento está loco.
3. Tercero. Debido a la conexión que existe entre sus delirios y el acto que se le imputa, opinamos que no puede consultar inteligentemente con su abogado ni conducir su defensa.

Cuando Shrank compareció ante el juez Backus el 22 de noviembre de 1912, el juez Backus declaró:: 105, 106 

The court now finds that the defendant John Schrank is insane, and therefore incapacitated to act for himself. It is Therefore Ordered and Adjudged, that the defendant John Schrank be committed to the Northern Hospital for the Insane, near Oshkosh, in the county of Winnebago, state of Wisconsin, until such time when he shall have recovered from such insanity, when he shall be returned to this court for further proceedings according to law. And it is Further Ordered, that all proceedings in this case be stayed indefinitely and until such recovery.

El tribunal considera que el acusado John Schrank está loco y, por tanto, incapacitado para actuar por sí mismo. Por lo tanto, se ordena y dictamina que el acusado John Schrank sea internado en el Northern Hospital for the Insane, cerca de Oshkosh, en el condado de Winnebago, estado de Wisconsin, hasta el momento en que se haya recuperado de dicha locura, cuando se ser devuelto a este tribunal para continuar con los procedimientos conforme a la ley. Y se ordena además que todos los procedimientos en este caso se suspendan indefinidamente y hasta dicha recuperación.

El 25 de noviembre de 1912, fue internado en el Hospital del Norte para Insanos en Waupun, Wisconsin. En una carta del 16 de diciembre de 1912 de Theodore Roosevelt al periodista John St. Loe Strachey, Roosevelt escribió que Schrank no estaba loco, pero tenía un «cerebro desordenado que tienen la mayoría de los criminales, y muchos no criminales».
Mientras estuvo encarcelado, Schrank se alegró de que Theodore Roosevelt no ganara un tercer mandato. Cuando el presidente estadounidense Franklin D. Roosevelt ganó un tercer mandato en las elecciones presidenciales de Estados Unidos de 1940 Schrank le dijo a un guardia que de no haber estado encarcelado hubiera interferido también.

## Muerte
Murió el 15 de septiembre de 1943 en el Hospital Central Estatal para Criminales Dementes. Su cuerpo fue entregado a la Escuela de Medicina de la Universidad Marquette de Milwaukee. La revista TIME informó que Schrank no recibió visitas ni correo durante sus 31 años de encarcelamiento. En 1943, The Knoxville Journal informó que el superintendente del Hospital Estatal Central para Criminales Dementes, Dr. R. A. Remley, afirmó que Schrank era un prisionero modelo y que ocasionalmente se le permitía ir solo a la ciudad de Waupun. Se informó que la causa de la muerte de Schrank fue una neumonía bronquial.

## Galería

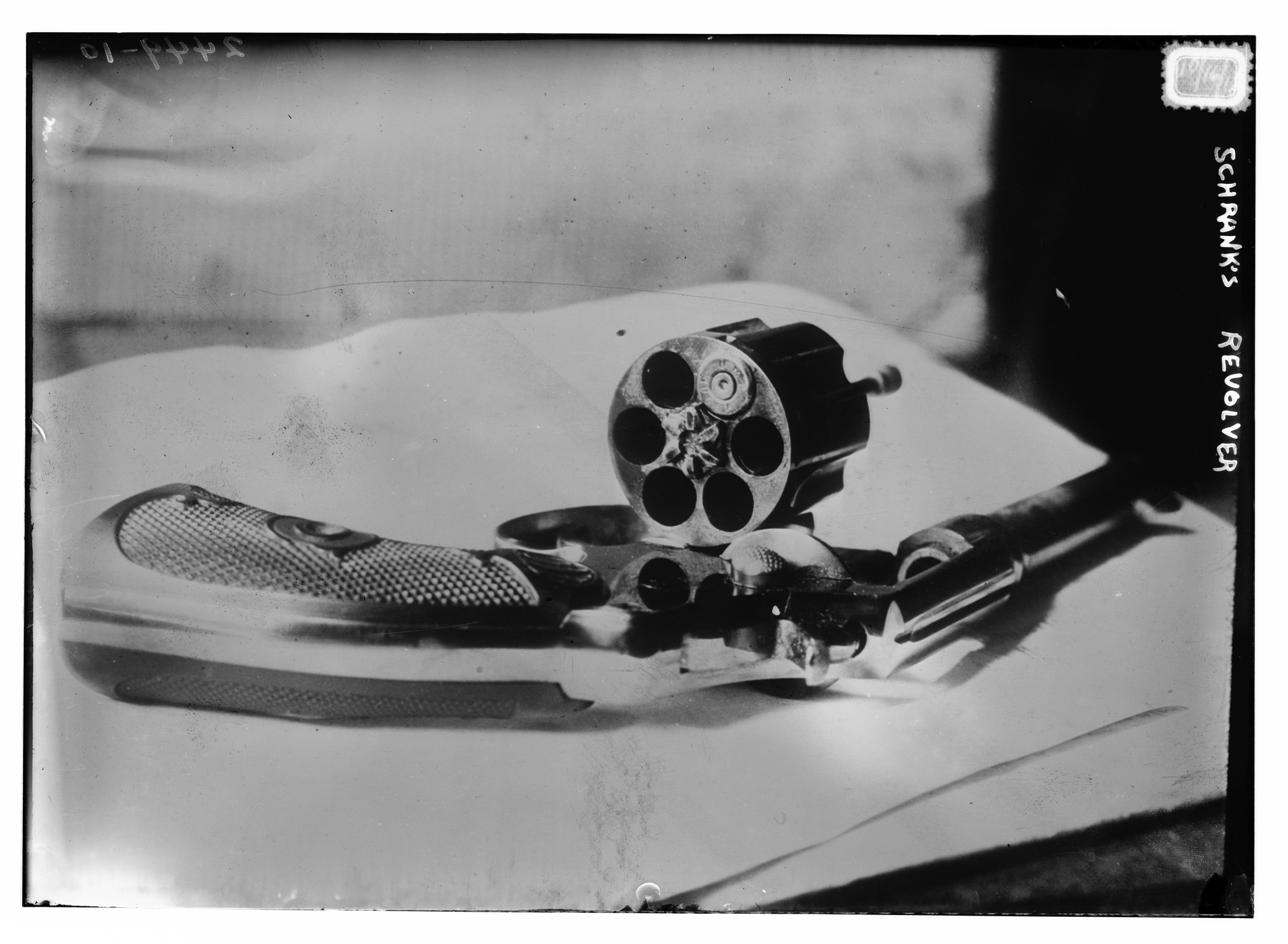
El revólver Colt calibre .38 utilizado para dispararle a Roosevelt.
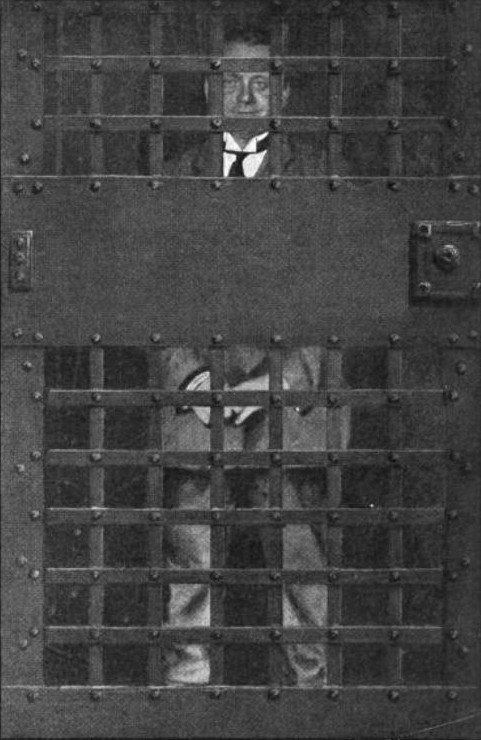
Schrank en la cárcel el 31 de octubre de 1912.
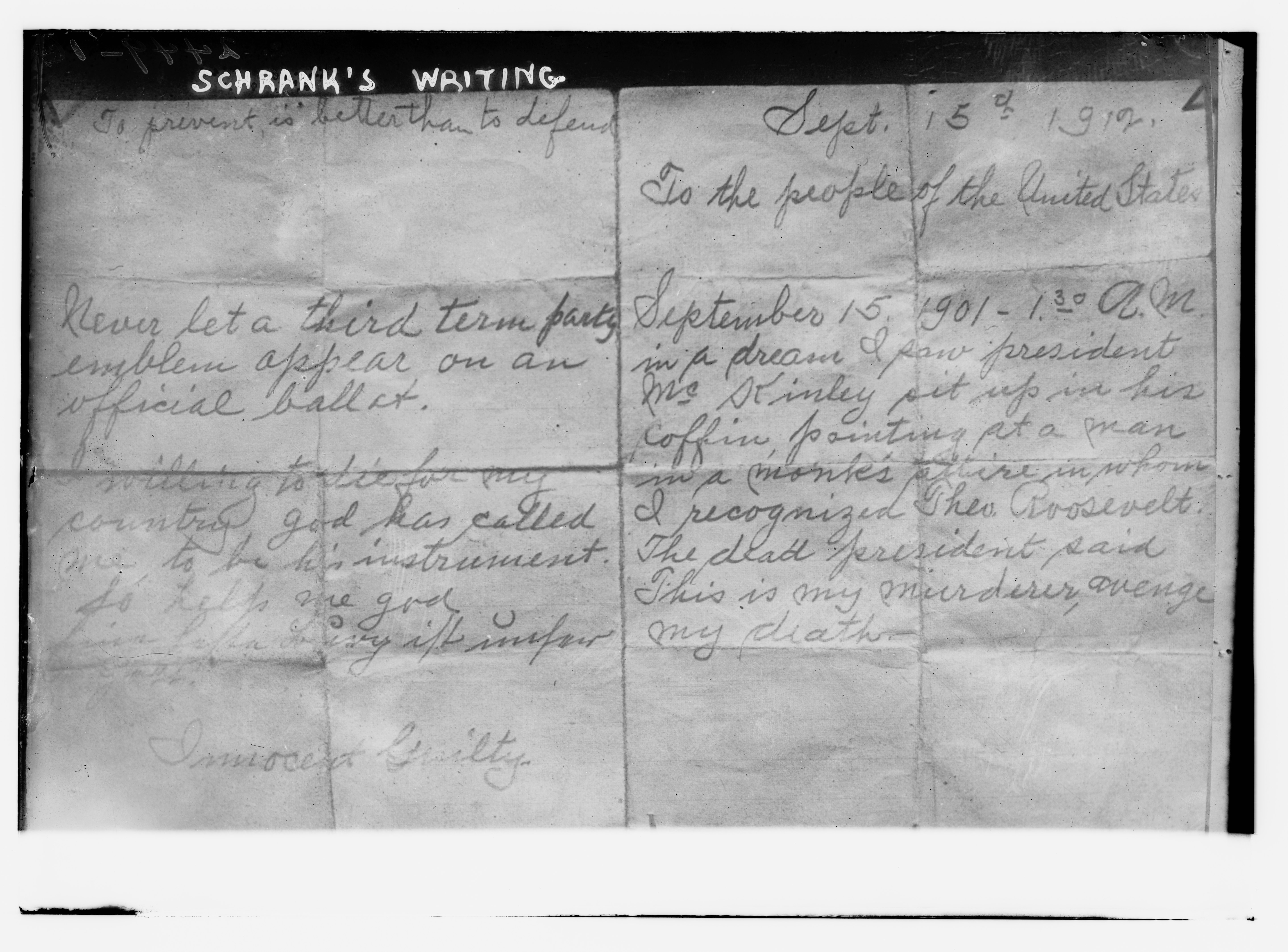
Los escritos de Schrank sobre terceros mandatos presidenciales y sobre sus alucinaciones.
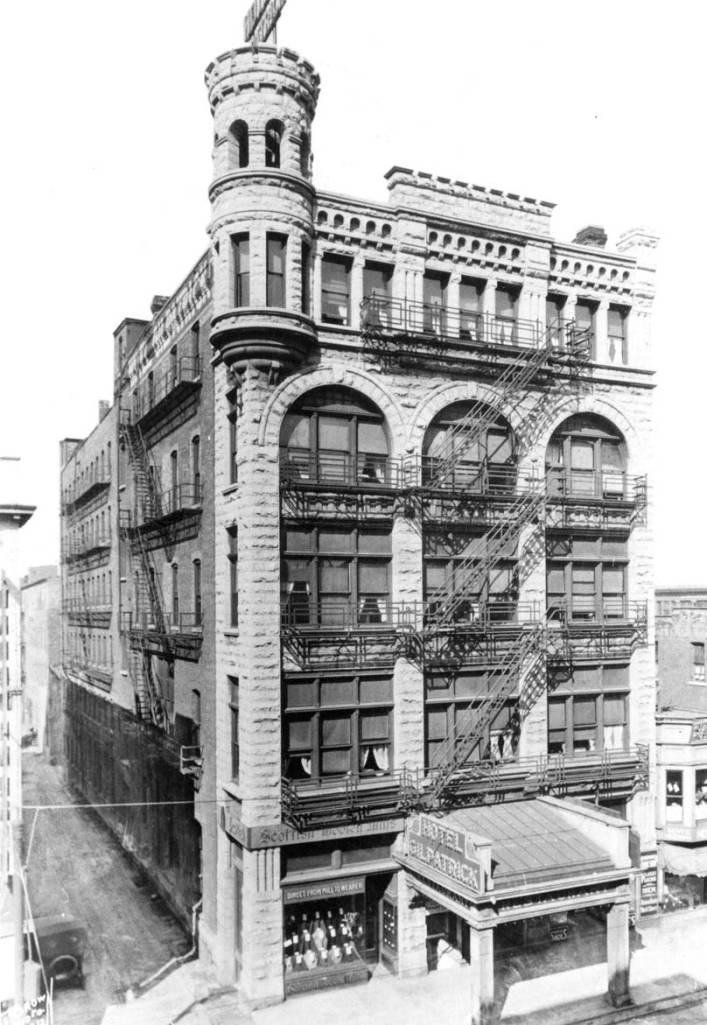
El lugar del intento de asesinato, el Hotel Gilpatrick.